# 小川諒也
小川諒也（日语：小川 諒也；1996年11月24日—），日本足球運動員，日本國家足球隊成員，司職后卫，現時被日職球隊FC東京外借至葡超球隊吉馬良斯。

## 俱樂部生涯
小川在18岁的时候就已经被日职联赛的FC东京从流通经济大学附属中学招入到一线队。入队之后他一直代表FC东京一队和二队参加日职和日丙联赛，
小川谅也在高元宫杯超级联赛打进的一粒任意球，这粒进球也帮助流通经济大柏高中以4比1战胜柏雷素尔U18。
去年毕业于流通经济大柏的小川在93届全国高校选手权率领球队打入4强，在补时阶段被前桥育英的队长铃木德真弧线球扳平点球，但小川在那场比赛中破门得分。
3月1日的亚冠比赛，小川谅也代表FC东京首发出场，他的出色表现完成了这场逆转。
根据《北海道新闻》的消息，札幌冈萨多已经向FC东京边后卫小川谅也开出了邀请。 
FC东京官方宣布，已和葡超球队吉马良斯就队内后卫小川谅也的租借事宜达成一致，租期从2022年7月1日至来年6月30日，为期一年。

## 國家隊生涯
日本足球协会公布，在3月进行的国际友谊比赛和2022年世界杯亚洲赛区预选赛的比赛，本俱乐部的小川谅也选手被选出。

## 外部連結
- 小川諒也的Instagram帳戶
- 小川諒也的X（前Twitter）
- 日本職業足球聯賽中的小川諒也 （日語）
- プロフィール （页面存档备份，存于） - 日本サッカー協会
- プロフィール （页面存档备份，存于） - FC東京
- TOKYO MANIA Connect DF 25 小川 諒也 （页面存档备份，存于） - 182ch (2015年3月30日)